# 秦崇雷
秦崇雷（ジン チョンレイ、Jin Chonrei、ピン音:Qín Chóng Léi）は、SNK（SNKプレイモア）の対戦型格闘ゲーム『餓狼伝説』シリーズなどに登場する架空の人物。担当声優は山口勝平。

## キャラクター設定
秦崇秀の双子の兄。6歳のとき、伝染病によって両親を亡くす。父は死の間際に、秦王龍という一族の祖先について語り聞かせた。秦王龍は、始皇帝の護衛長官を務め、千騎の兵を1人で壊滅させたほどの強さを持ち、兄弟2人の中にも彼の血が流れていると言い聞かせた。両親の死後は貧困に苦しみながらも兄弟2人で力を合わせて誇り高く生きてきたが、他人に対する恨みや憎悪の気持ちも強くなっていった。14歳になったある日、子供たちが自分たち兄弟を馬鹿にしていたとき、衝撃が2人を襲い、気が付くと子供たちを半死半生にしていた。直後に2人は意識を失い、2人の体は2200年前の自分たちの祖先の魂に乗っ取られた。
崇雷自身はごく普通の少年であるが、彼の祖先の魂「秦空龍」が目覚めると、鬼神のごとき戦闘マシンへと豹変する。弟の崇秀にも「秦海龍」という魂が宿っている。秦空龍は秦海龍の兄で、秦の始皇帝の時代に「秦の秘伝書」を書き残したとされる秦王龍の息子の霊。彼らの魂は秦兄弟の身体を借りて現世に蘇るが、秘伝書の力なくしては長く存在できず、現世に完全体として復活するため、秦の秘伝書を探している。秦の秘伝書とは3本に分かれて記された巻物で、最強の格闘家の元に集まると言われている。『餓狼伝説3』（以下『餓狼3』と表記）では、この秘伝書を巡る闘いが繰り広げられ、最終的にギース・ハワードが3本揃えることになる。
『リアルバウト餓狼伝説』（以下『RB』と表記）のエンディングでは秘伝書の呪縛から逃れようとしているが、『リアルバウト餓狼伝説スペシャル』（以下『RBS』と表記）では逆に弟と共に祖先の霊に苦しめられている。『リアルバウト餓狼伝説2』（以下『RB2』と表記）ではタン・フー・ルーに弟子入りして修行を積んでいる。その一方で同作のキム・カッファンのエンディングでは弟と一緒にキムの弟子にもなった。
『餓狼3』以降、ほぼ全ての作品に弟と一緒に登場しているが、『熱闘リアルバウト餓狼伝説スペシャル』のみ崇雷しか登場していない。
客演作品の『ネオジオバトルコロシアム』（以下『NBC』と表記）では弟と一緒に登場しているが、弟と一緒に出す「アナザーダブルアサルト」が存在しない。
崇雷が父親似、崇秀が母親似の容姿である。元々は一人の子供としてデザインを進めていくうちに2通りの案が出て、どちらを選ぶか考え抜いた結果、双子として両方採用することになった。

## ゲーム上の特徴
『餓狼3』にて、山崎竜二や弟とともにボスキャラクターとして初登場する。崇秀と同様に対戦成績によっては登場しない「隠しボス」であると同時に真の最終ボスでもあり、その出現条件は弟よりもさらに厳しい。崇秀を一定条件で倒すと姿を現し、弟を倒された恨みの感情を吐露して、「生きてここから出られると思うなよ」と殺意と敵愾心を剥き出しにしてプレイヤーに戦いを挑んでくる。
オーバースウェー動作は、弟の崇秀と並んで全キャラクター中で最速を誇る。動作が極めて高速で隙がまるで皆無の飛び道具「帝王天眼拳」、完全無敵の対空技「帝王天耳拳」、突進速度・威力ともに優れる「帝王神足拳」、弟の超必殺技よりも性能が高い上に通常の必殺技として使用可能な「帝王漏尽拳」、単体では最高の威力を誇る超必殺技の「帝王宿命拳」など、非常に優遇された性能の技を多く持つ。全体的に技の威力が高いうえに隙は小さく、その能力はあらゆる面で弟を凌駕し、ボスキャラクターに相応しい強さで猛威を振るう。なお、家庭用のネオジオのメモリーカードにある『餓狼3』のデータをロードすることにより、アーケード版でも使用が可能。
『RB』以降は、山崎や崇秀ともに最初から使用可能。各技はいずれも少しずつ弱体化が施されている。性能面では弟との差別化がなされ、瞬間移動技が追加された弟とは一線を画す戦術を取ることとなった。

## 技の解説

### 通常投げ・特殊技
発勁龍
投げ技。相手の腹部に掌を当てて、気を放出して吹き飛ばす。
龍回頭
前転するような動作で相手に体当たりを仕掛ける。挑発を出せる間合いまで離れると技を出せなくなる。『餓狼3』では兄弟共通の技で、威力は崇雷の方が上。 『RB』では2人とも削除され、『RBS』にて弟の崇秀のみに再びこの技が追加された。
龍殺脚
『RB』にて追加された特殊技。前方へ小さく飛びつつ（滑るように移動）、踵落としを繰り出す。
龍転身
前転する。前転中は相手をすり抜けることが可能だが、崇雷自身は全くの無防備状態。
龍転身・後方
後転する。『RB2』にて追加された。

### 必殺技
帝王神足拳（ていおうじんそくけん）
高速で突進しつつ肘打ちを繰り出し、当たった相手を掴んで後方に投げ倒す。『餓狼3』では、強で出すと画面の端から端まで突進する。『RB』からは突進後に相手を掴まなくなり、相手はダウンしない（弟版のみ投げに移行する）。コマンドのレバー入力を増やすと、移動距離が大きく伸びる。また、（ヒット・ガードを問わず）当てたときよりも空振りしたときの方が技の隙は大きい。
真 神足拳（『NBC』では真帝王神足拳）
帝王神足拳のコマンドを入れる際に、レバー入力を増やすと成立する移動距離が伸びた神足拳。移動距離以外性能の違いはない。『RB』では特に名前はなかったが、『RBS』から固有の技名となった。『NBC』ではフロントステップから入力しないと出せなくなった。
帝王天眼拳（ていおうてんげんけん）
手の平を頭上に掲げてから球状の気を作り、投げつける飛び道具。『餓狼3』では、弟の同じ技よりもさらに動作が速く、隙も小さい（フェイント動作速度は弟の方が速い）。『RBS』ではタメ技になった影響か発動が遅く弱体化。『RB2』以降は動作が変わり、片手を突き出して飛ばす。
大天眼拳
『RBS』のみボタンを押し続けることで段階的に弾を大きくすることができ、弾の大きさが第二段階目になると、2ヒットする「大天眼拳」という飛び道具になる。
極天眼拳
『RBS』のみボタンを押し続けることで段階的に弾を大きくすることができ、弾の大きさが第三段階目になると、3ヒットする「極天眼拳」という飛び道具になる。
修羅天眼拳
『RBS』のみボタンを押し続けることで段階的に弾を大きくすることができ、弾の大きさが最大になると、4ヒットする「修羅天眼拳」という飛び道具になる。
帝王天耳拳（ていおうてんにけん）
手を広げて回転しながら舞い上がる。『餓狼3』では、攻撃判定出現中は完全無敵。『RB』以降は、兄は単発技だが、弟は複数ヒットする技に変更された。また、『RBS』以降は、兄は横に攻撃判定が伸び、弟は真上に対して強力と、性能の差別化がさらに成された。通常プレイヤー化以降は無敵時間が短くなっており、出がかりの一瞬のみ無敵なので引き付ける必要がある。神足拳ではダウンさせられないため、これを連続技に使う必要も出てくる。連続技の締めとしては強天耳拳が最も威力が高い
帝王漏尽拳（ていおうろじんけん）
両手を揃えて後ろに構えてから、前方へ波動を噴き出させる。攻撃判定は波動の先端にのみ存在し、当たった相手の体力を、一定の感覚で少しずつ奪っていく。弟の超必殺技と同名の技だが、弟よりも性能が高く（『3』では弟に比べて技の威力が高く、体力の回復量も多い）、通常の必殺技として使用可能。『RB』以降は、弟と同じく小さな気弾を前方へ飛ばす飛び道具に変更され、当たった相手の体力を瞬時に奪う仕様となった。なお、気弾が相手に当たるか画面端に消えるまでは、本体は硬直状態となりスキだらけ。
帝王他心拳（ていおうたしんけん）
相手の飛び道具を跳ね返す技。崇雷のみの技。ただし、技によっては跳ね返さずにその場でかき消すのみであったり、弾かれたり、技自体に負けてしまう（望月双角の「憑依弾」など）。『餓狼3』と『RB』では飛び道具が画面に無いと技自体を出せないが、『RBS』以降はその場で構えに入り、飛び道具が来ると跳ね返しの動作を行うようになった。『RB2』では存在しない。さらに『NBC』では一度飛び道具を跳ね返しても構えを維持するようになり、複数の飛び道具に対処できる。

### 超必殺技（潜在能力）
帝王宿命拳（ていおうしゅくみょうけん）
円を描くように両手を回転させ、後ろに揃えて構えてから、球状の気を発生させて前方へ飛ばす。弟の「帝王宿命拳」より性能が高く、飛び道具として使うことができる。『餓狼3』では、画面端までは届かずに途中で消滅するが、消滅しない限り攻撃判定は残る。また、同作の潜在能力でもあり、その際、通常は途中で消滅する弾が画面端まで飛んでいく。『RB』では別ラインにいる相手にも攻撃判定がある。『RB2』では一発ごとにパワーゲージを消費しつつ気を分散させて連打することも可能なほか、圧縮して一定距離まで飛ばしてからその場に停滞させるものもあり、後者は『NBC』でも採用されている。
帝王龍声拳（ていおうりゅうせいけん）
『RB』から追加された潜在能力技。鋭く大きな気孔波を放つ。『RB』では攻撃の発生が帝王宿命拳よりも早いだけでなく、攻撃が一瞬で画面端近くまで延びる（「帝王宿命拳」とは異なり、スウェーライン上の相手には当たらない）。『RBS』では青色の大きな玉に、さらには画面端まで届く飛び道具へと変更された（3ヒットする）。『RB2』では、動作が両手を左右から合わせて撃つものに変わり、攻撃判定発生後まで無敵。相変わらず発生が若干遅く射程は長いので相手の大技に合わせる技。『NBC』では発動時にバックに龍の絵が出るという演出が追加された。
帝王逆鱗拳（ていおうげきりんけん）
『リアルバウト餓狼伝説スペシャル DOMINATED MIND』で条件を満たすと使用可能になる隠し潜在能力技。乱舞技だが突進はせず、その場での弱パンチから始動し、「帝王天耳拳」でとどめを刺す。『NBC』では最初から超必殺技として使用できる。

## テーマ曲
- パンドラの箱より 第2番 「迷霧」
  - 『餓狼3』、『RB』
- パンドラの箱より第3番「決断」
  - 『RBS』、『RB2』（崇秀と共通）

## 出演作品
- 餓狼伝説3
- リアルバウト餓狼伝説
- リアルバウト餓狼伝説スペシャル
  - リアルバウト餓狼伝説スペシャル DOMINATED MIND
  - 熱闘リアルバウト 餓狼伝説スペシャル
- リアルバウト餓狼伝説2
- ネオジオバトルコロシアム

※『ザ・キング・オブ・ファイターズ』シリーズでは『'94 RE-BOUT』と『2002』の背景に登場